# Ricardo Zonta
Luiz Ricardo Zonta ou apenas Ricardo Zonta, (Curitiba, 23 de março de 1976) é um piloto automobilístico brasileiro.
Atualmente, disputa o Campeonato Brasileiro de Stock Car. No ano de 2008 o piloto disputou também as 24 horas de Le Mans, onde terminou no terceiro lugar.

## Carreira
Zonta começou a correr no kart aos onze anos, por influência do pai. Venceu torneios em Curitiba e no Paraná entre 1987 e 1990. Em 1991 conquistou o campeonato nacional da modalidade, triunfando no Paulista no ano seguinte.

### Fórmula 1

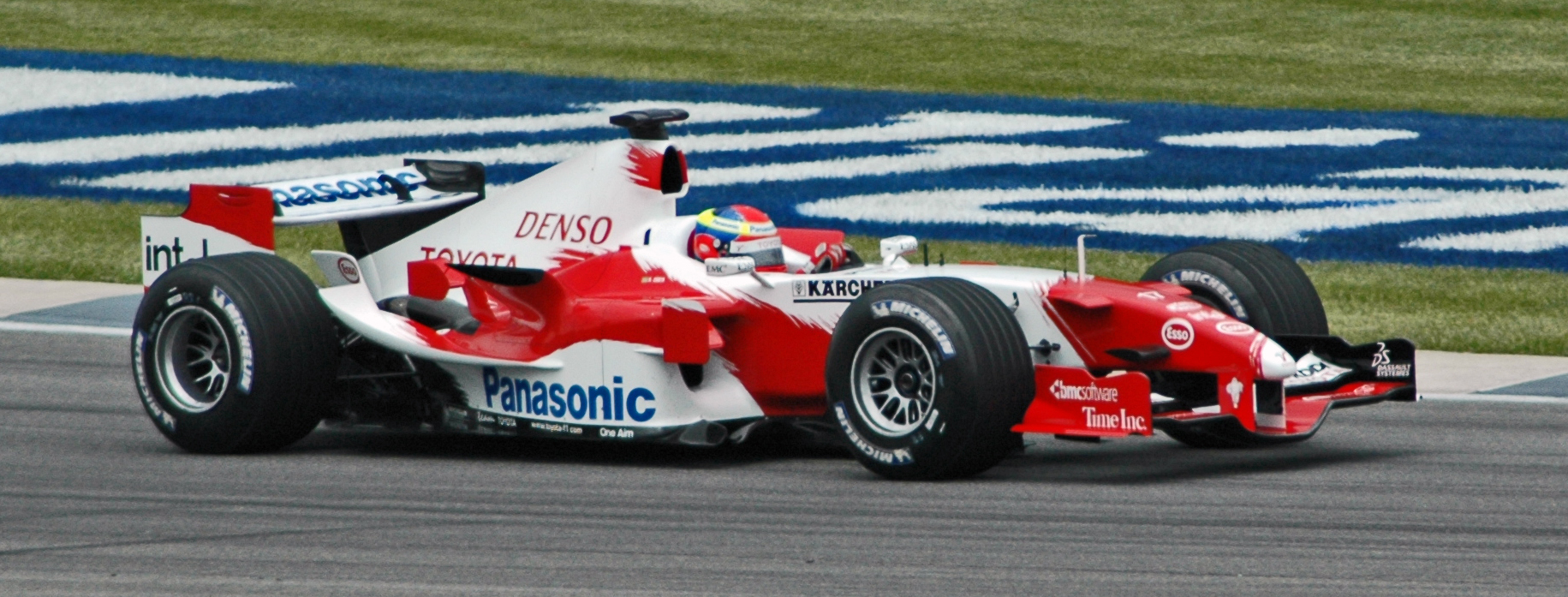
Zonta no GP dos Estados Unidos em 2005

Em 1997, assinou contrato com a McLaren para ser piloto de testes, com a garantia de ser titular caso algum dos pilotos deixasse o time. Como a equipe inglesa foi campeã em 1998, os pilotos foram mantidos e Zonta foi emprestado a BAR.
No Grande Prêmio da Alemanha de 2000, com pista molhada e pneu slick, Zonta segurava a quarta colocação próximo ao final, quando saiu da pista e bateu. Em 2001, correu duas provas pela Jordan.
Em 2003, passou a ser piloto de testes da equipe Toyota, chegando a pilotar em 2004 no lugar de Cristiano da Matta. Em 2005, participou do Grande Prêmio dos Estados Unidos substituindo Ralf Schumacher.
Em 6 de setembro de 2006, foi anunciado como piloto de testes da equipe Renault, para a temporada de 2007.

### Stock Car
Zonta estreou na Stock Car Brasil em 2007 pela equipe M&F Racing.
Em 2008 Zonta compra sua própria equipe na Stock Car a RZ Motorsport foi substituído por Rodrigo Sperafico durante cinco etapas, enquanto disputava a categoria de turismo norte-americana Grand-Am.
Na primeira etapa da temporada de 2009, em São Paulo, Zonta cruzou a linha de chegada em primeiro lugar, no entanto, por estar com o carro sem o capô, foi desqualificado da corrida e terminou sem pontuar. Na nona etapa da temporada, alcançou a primeira pole na categoria. Na etapa seguinte, em Brasília, conquistou seu primeiro pódio, chegando em segundo lugar, atrás de Allam Khodair.
Defendeu as cores do RZ Corinthians na temporada 2010 da Stock Car, homenageando a segunda maior torcida do Brasil, com o número 100 do Centenário.
Zonta disputou a Copa Caixa Stock Car 2011, pela RZ Crystal Racing Team, conquistou o terceiro lugar na primeira etapa em Curitiba.
O piloto disputou a Copa Caixa Stock Car e fez sua estreia no Brasileiro de Marcas, como a estrela da Toyota, conquistando três vitórias na temporada, sendo o vice-campeão da categoria, em 2012.
Em 2013 disputou três importantes campeonatos: a Stock Car, pela equipe BMC Racing, a Copa Petrobras de Marcas, com a Toyota RZ e a FIA GT, onde divide o modelo BMW Z4 #21, com Sergio Jimenez, pela equipe BMW Sports Team Brasil.
No dia 15 de dezembro de 2013, Zonta ganhou sua primeira corrida na categoria, e ainda faturou o premio em dinheiro, na "Corrida do Milhão", última etapa da temporada. Em 2014, Zonta seguiu defendendo seu próprio time, e em 2015 fez sua estreia pela Shell Racing, onde em 2017 completa três temporadas. Nesta temporada, o paranaense já conquistou duas vitórias, vencendo a segunda prova da primeira etapa em Goiânia e a oitava etapa em Londrina.

### GT
Em 2010, disputou o Mundial de FIA GT pela equipe Reiter, dando à Lamborghini Murcielago 670 R-SV suas primeira vitórias na categoria, nas etapas Spa- Francorchamps e Navarra, pela equipe Reiter, Na temporada, também disputou algumas etapas do GT Brasil.
Em 2011 o piloto participa do Mundial FIA GT1 pela equipe Sumo Power GT, e divide a pilotagem de um Nissan GTR com o também brasileiro Enrique Bernoldi.

## Resultados na Stock Car
Corrida em negrito significa pole position; corrida em itálico significa volta mais rápida)
| Ano  | Equipe        | Carro            | 1              | 2                 | 3                | 4                | 5                | 6               | 7                 | 8                | 9                   | 10             | 11              | 12            | Classificação | Pontos |
| ---- | ------------- | ---------------- | -------------- | ----------------- | ---------------- | ---------------- | ---------------- | --------------- | ----------------- | ---------------- | ------------------- | -------------- | --------------- | ------------- | ------------- | ------ |
| 2007 | LM Racing     | Peugeot 307      | Interlagos     | Curitiba          | Campo Grande 26  | Interlagos Ret   | Londrina Ret     | Santa Cruz 11   | Curitiba Ret      | Brasília 25      | Buenos Aires 9      | Tarumã Ret     | Jacarepaguá 15  | Interlagos 22 | 31°           | 13     |
| 2008 | LM Racing     | Peugeot 307      | Interlagos 14  | Brasília Ret      | Curitba NP       | Santa Cruz NP    | Campo Grande NP  | Interlagos NP   | Jacarepaguá NP    | Londrina 22      | Curitiba NP         | Brasília 7     | Tarumã 17       | Interlagos 5  | 24°           | 23     |
| 2009 | RZ Motorsport | Peugeot 307      | Interlagos DSQ | Curitiba 6        | Brasília NP      | Santa Cruz NP    | Interlagos 25    | Salvador NP     | Rio de Janeiro 10 | Campo Grande 14  | Curitiba 14         | Brasília 2     | Tarumã 0        | Interlagos 4  | 16º           | 48     |
| 2010 | RZ Motorsport | Chevrolet Vectra | Interlagos NP  | Curitiba 3        | Velopark 1       | Jacarepaguá 0    | Ribeirão Preto 8 | Salvador 0      | Interlagos 0      | Campo Grande 12  | Londrina 0          | Santa Cruz NP  | Brasília 0      | Curitiba 12   | 20º           | 36     |
| 2011 | RZ Motorsport | Chevrolet Vectra | Curitiba 16    | Interlagos 8      | Ribeirão Preto 0 | Velopark 5       | Campo Grande 0   | Jacarepaguá 0   | Interlagos 1      | Salvador 9       | Santa Cruz 0        | Londrina 12    | Brasília 0      | Velopark 0    | 15º           | 51     |
| 2012 | RZ Motorsport | Chevrolet Sonic  | Interlagos 0   | Curitiba 0        | Velopark 15      | Ribeirão Preto 2 | Londrina 9       | Jacarepaguá 0   | Salvador 7        | Cascavel 0       | Tarumã 11           | Curitiba 0     | Brasília 13     | Interlagos 32 | 13º           | 89     |
| 2013 | RZ Motorsport | Chevrolet Sonic  | Interlagos 0   | Curitiba 15       | Tarumã 17        | Salvador 0       | Brasília 12      | Cascavel 7      | Ribeirão Preto 3  | Cascavel 0       | Velopark 16         | Curitiba 13    | Brasília 13     | Interlagos 48 | 7º            | 144    |
| 2014 | RZ Motorsport | Chevrolet Sonic  | Interlagos 0   | Santa Cruz 4 e 10 | Brasília 16 e 0  | Goiânia 0        | Goiânia 4        | Cascavel 7 e 0  | Curitiba 0        | Velopark 16 e 10 | Santa Cruz 0        | Tarumã 15 e 12 | Salvador 14 e 0 | Curitiba 0    | 14º           | 108    |
| 2015 | Shell Racing  | Chevrolet Sonic  | Goiânia 0      | Ribeirão Preto 0  | Velopark 8 e 7   | Curitiba 0       | Santa Cruz 9 e 1 | Curitiba 15 e 0 | Goiânia 18        | Cascavel 20 e 1  | Campo Grande 10 e 4 | Curitiba 0 e 6 | Tarumã 16 e 6   | Interlagos 26 | 13º           | 147    |
| 2016 | Shell Racing  |                  |                |                   |                  |                  |                  |                 |                   |                  |                     |                |                 |               |               |        |

## Resultados na Fórmula 1
| Temoporada | Equipe                         | Chassis      | Motor                 | 1       | 2      | 3       | 4       | 5       | 6       | 7       | 8       | 9       | 10      | 11      | 12      | 13      | 14     | 15      | 16      | 17      | 18     | Classificação | Pontos |
| ---------- | ------------------------------ | ------------ | --------------------- | ------- | ------ | ------- | ------- | ------- | ------- | ------- | ------- | ------- | ------- | ------- | ------- | ------- | ------ | ------- | ------- | ------- | ------ | ------------- | ------ |
| 1999       | British American Racing        | BAR 01       | Supertec FB01 3.0 V10 | AUS Ret | BRA NL | SMR Les | MON Les | ESP Les | CAN Ret | FRA 9   | GBR Ret | AUT 15  | ALE Ret | HUN 13  | BEL Ret | ITA Ret | EUR 8  | MAL Ret | JAP 12  |         |        | 23º           | 0      |
| 2000       | Lucky Strike Reynard BAR Honda | BAR 002      | Honda RA000E 3.0 V10  | AUS 6   | BRA 9  | SMR 12  | GBR Ret | ESP 8   | EUR Ret | MON Ret | CAN 8   | FRA Ret | AUT Ret | ALE Ret | HUN 14  | BEL 12  | ITA 6  | EUA 6   | JAP 9   | MAL Ret |        | 14º           | 3      |
| 2001       | Benson & Hedges Jordan Honda   | Jordan EJ11  | Honda RA001E 3.0 V10  | AUS     | MAL    | BRA     | SMR     | ESP     | AUT     | MON     | CAN 7   | EUR     | FRA     | GBR     | ALE Ret | HUN     | BEL    | ITA     | EUA     | JAP     |        | 19º           | 0      |
| 2004       | Panasonic Toyota Racing        | Toyota TF104 | Toyota RVX-04 3.0 V10 | AUS     | MAL    | BAR     | SMR     | ESP     | MON     | EUR     | CAN     | EUA     | FRA     | GBR     | ALE     | HUN Ret | BEL 10 | ITA 11  | CHN Ret | JAP     | BRA 13 | 23º           | 0      |
| 2005       | Panasonic Toyota Racing        | Toyota TF105 | Toyota RVX-05 3.0 V10 | AUS     | MAL    | BAR     | SMR     | ESP     | MON     | EUR     | CAN     | EUA NL  | FRA     | GBR     | ALE     | HUN     | TUR    | BEL     | BRA     | JAP     | CHN    | 26º           | 0      |